# 울트라스 닛폰
울트라스 닛폰(일본어: ウルトラス・ニッポン, ULTRA' NIPPON, ULTRAS NIPPON)은 일본 축구 국가대표팀의 서포터즈 클럽이다. 일반적으로 울트라 닛폰으로 알려져 있다.
우에다 아사히를 리더로 해 1992년 결성되었다. 일본 대표 응원 CD를 발매할 무렵 현재의 명칭이 붙여졌다. 보통 홈팀 측에 진을 치지만, 국립경기장의 경우 12번 출입구쪽 어웨이측에서 응원한다. 비회원조직이며, 울트라스는 열광적인 축구 서포터를 뜻한다. 하지만, 일본에서는 유럽과 남미 등에서 사회문제를 일으킬 정도로 과격하지는 않다.